# Лакумаз
Лакумаз (лат. Lacumaces; III век до н. э.) — царь массилиев в Восточной Нумидии, правивший в 200-х годах до н. э., младший из двух сыновей царя Эзалка. Когда умер отец, Лакумаз был ещё ребёнком. Против его старшего брата Капуссы поднял мятеж Мазетул, принадлежавший к семье, издавна враждовавшей с царским домом. Капусса погиб в сражении, а Лакумаз стал номинальным правителем под контролем Мазетула. Вскоре в Нумидию вернулся его двоюродный брат Массинисса. При Тапсе Лакумаз, направлявшийся в Западную Нумидию для переговоров о союзе, был разбит и бежал к Сифаксу. Позже он по приглашению Массиниссы вернулся на родину и продолжил жить там как частное лицо.